# (2922) Диканька
(2922) Диканька (лат. Dikanʹka) — типичный астероид главного пояса, открыт 1 апреля 1976 года советским астрономом Николаем Черных в Крымской астрофизической обсерватории и 18 сентября 1986 года назван в честь Диканьки.

## Обнаружение и именование
(2922) Диканька
Открыт 1 апреля 1976 года в Научном Н. С. Черных.
Назван в честь украинского села, упомянутого в книге Гоголя «Вечера на хуторе близ Диканьки».
Оригинальный текст (англ.)2922 Dikanʹka
Discovered 1976-04-01 by Chernykh, N. at Nauchnyj.
Named for the Ukrainian village mentioned in Gogolʹs novel «Evenings at the Farmstead near Dikanʹka».
Источники: DISCOVERY.DB; M.P.C. 11158.

## Физические характеристики
Астероид относится к таксономическому классу S.
По результатам наблюдений в видимом и ближнем инфракрасном диапазоне космического телескопа NEOWISE диаметр астероида оценивался равным 5,693±0,182 км. Согласно тем же источникам альбедо оценивается как 0,1804±0,0203 и 0,180±0,020.